# Ithkuil
Ithkuil är ett konstgjort språk skapat av den amerikanske lingvisten John Quijada mellan 1978 och 2004. Ithkuil anses vara mycket komplicerat.
Enligt Sapir–Whorf-hypotesen påverkar språket människors sätt att tänka. Stanislav Kozlovskij spekulerade i att enligt den teorin skulle en person som talar flytande Ithkuil tänka fem gånger snabbare än en person som talar ett typiskt naturligt språk.
Ingen har någonsin kunnat tala Ithkuil flytande.

## Beskrivning av språket
- Ordförråd: Ithkuil kan potentiellt innehålla 3600 ordstammar, dock är bara ungefär 1000 använda. Varje ord består av 2 eller 3 konsonanter som kan böjas på många sätt vilket möjliggör många derivater.
- Fonologi: Ithkuil har 65 konsonanter och 17 vokaler baserat på ljud från ett antal språk som till exempel tjetjenska, ubychiska och abchaziska. Det brukar anses[vilka?] vara svårt för personer med ett indoeuropeiskt modersmål att uttala många av ljuden.